# Джумайлия (община)
Вижте пояснителната страница за други значения на Лозово.
Джумайлия (на македонска литературна норма: Општина Лозово) е община, разположена в централната част на Северна Македония и обхваща селата по течението на река Азмак, последният голям десен приток на Брегалница преди вливането ѝ във Вардар. Център на общината е село Джумайлия (Лозово), като освен него в общината влизат още 10 села. Общината има площ от 166,32 км² и гъстота на населението 17,18 жители на км². Общината има 2858 жители, предимно македонци.

## Структура на населението
Според преброяването от 2002 година община Джумайлия има 2858 жители.
| Етническа принадлежност | Процент |
| македонци               | 86,47%  |
| албанци                 | 1,22%   |
| турци                   | 5,49%   |
| роми                    | 0,00%   |
| власи                   | 4,27%   |
| сърби                   | 0,94%   |
| бошняци                 | 1,19%   |
| други                   | 0,42%   |